# 英俄戰爭
1807年－1812年間的英俄戰爭發生於拿破崙戰爭，期間橫跨1807年9月2日－1812年7月18日，交戰雙方分別是英國及俄羅斯帝國，起因係法俄兩方簽訂《提爾西特和約》終結敵對關係。英俄雙方的敵對行動，主要侷限在波羅的海及巴倫支海的小型海戰。

## 《提爾西特和約》
法皇拿破崙於1807年6月14日的弗里德蘭戰役中擊敗俄軍後，俄羅斯沙皇亞歷山大一世同法國簽署了《提爾西特和約》。儘管該和約在俄羅斯朝廷間並不受歡迎，但他們並沒有選擇，因為拿破崙可以輕易橫渡尼門河並跨越俄羅斯邊境入侵當地。
和約條款要求俄羅斯停止對英國的海上貿易，這項封鎖條款是拿破崙持續建立大陸系統的一部份，該系統是為了強化歐陸各國間以法國為主的經濟聯繫。拿破崙的目標是為了封鎖英國最重要的市場之一，藉此在經濟上迫使英國屈服。

## 軍事活動
1807年10月26日，俄羅斯沙皇亞歷山大一世以英國於上個月攻擊哥本哈根為由，正式對英宣戰。但亞歷山大一世並未積極發起戰爭，反而將俄羅斯對封鎖貿易這項基本要求的貢獻進行限縮。英國在了解沙皇的處境後，也限縮俄羅斯對其宣戰的軍事回應，然而雙方還是有少數著名的事件發生。

### 扣留俄羅斯船隻
英國直至12月2日才收到官方消息，當時他們正對所有在英俄國船隻宣布禁運。約七十艘船隻共同俘虜了俄羅斯巡防艦「急迫號」（俄语：спешный），接著將其置於樸茨茅斯港。俄羅斯軍需船「威廉明娜號」（英語：Vilgemina）也同時遭到扣押。
「急迫號」與「威廉明娜號」一同自克隆斯塔特出發，攜帶著迪米特里·森亞文麾下艦隊的工薪資條在地中海航行。「威廉明娜號」較慢，但在樸茨茅斯趕上「急迫號」。船上發現的部分貨物包含601,167西班牙達布隆及140,197荷蘭達克特。因此，70艘位於港口內英軍船艦上的每名能幹水手，都能獲得14先令及7.5便士的獎金。

### 里斯本事件
1807年7月，森亞文接到指令率領艦隊從地中海移防波羅的海，以面對將與瑞典開戰的芬蘭戰爭。9月19日，森亞文率隊自希臘科孚島啟航。雖然他計畫直接開往俄羅斯首都聖彼得堡，但暴風迫使他進入葡萄牙太加斯河避難，並於10月30日在太加斯河出口的里斯本下錨。但葡王若昂六世此時已逃往巴西殖民地，而里斯本也遭英國皇家海軍封鎖，一艘俄軍單桅縱帆船更因英俄戰爭開打被視為敵軍而遭劫奪。11月，法軍在讓-安多許·朱諾的率領下輾過了里斯本。
森亞文處於微妙的外交地位，便開始以外交官的身份脫穎而出。他宣稱自己中立，並努力避免麾下船隻遭到扣留。1808年8月，威靈頓公爵在維梅魯之戰中擊敗法軍，並迫使後者撤離葡國。森亞文麾下七艘風帆戰艦及一艘巡防艦，被迫面對具15艘風帆戰艦及10艘巡防艦的英國海軍。森亞文為了維護其中立性，威脅要自鑿船隻並在遭受攻擊時摧毀里斯本。最終他與查爾斯·柯藤達成協議，並藉此讓英國皇家海軍護衛俄國艦隊到倫敦，而且俄軍仍能豎起他們的旗幟。此外，森亞文還擔任英俄聯合艦隊的最高指揮官，作為兩軍的高階軍官。另外，「拉斐爾」號（Rafail）及「雅羅斯拉夫」號（Yaroslav）兩艘俄軍船隻因需維修，而於里斯本逗留。
8月31日，森亞文率艦隊自葡萄牙啟航，前往樸茨茅斯。9月27日，英國海軍部獲報敵艦在樸茨茅斯下錨，艦上還如平和時期那樣飄揚旗幟。英國以各種藉口扣留了朴茨茅斯的俄軍艦隊，直到冬季到來使他們無法返回波羅的海。英國方面堅持森亞文艦隊應當航向阿爾漢格爾斯克，否則他們將遭嚴陣以待的瑞典艦隊攔截。1809年，俄軍離港時程又因英軍毀滅性的瓦爾赫倫島遠征而被再次拖延。最終，俄軍於8月5日獲准離開樸茨茅斯前往里加，並於同年9月9日抵達當地。

### 波羅的海海軍衝突
1808年，俄國也入侵當時屬英國親密盟友的瑞典。但這不太可能與英國及和約有關，因為當時兩國已經不和。芬蘭戰爭期間，英軍的men-of-war也支援瑞典艦隊，並於1808年7月及1809年8月在芬蘭灣兩度擊敗俄軍。
1808年5月，英國方面派出一支由詹姆士·索摩賴斯爵士率領的艦隊，前往波羅的海。1808年6月23日，俄軍「體驗」號巡邏艦上的船長與水兵經歷英勇抵抗後，全艦遭到英軍「撒爾塞特」號巡防艦俘虜。這場海戰發生於納爾根島外海，屬塔林的外海據點。英國海軍部隨後將「體驗」號改名為「波羅的海」號，並將其服役。

#### 「半人馬座」號與「無情」號對戰「弗謝沃洛德」號
7月9日，俄軍艦隊在彼得·哈尼科夫（Peter Khanykov）上將的帶領下，自克隆斯塔特出海。瑞軍以魯道夫·科德斯多姆海軍上將為首，在厄勒及基米托恩集結了一支艦隊意圖對抗之，當中包含11艘風帆戰艦及5艘巡防艦。8月16日，索摩賴斯派出具七十四門火砲的「半人馬座」號及「無情」號兩艘風帆戰艦，用以助陣瑞軍。同月19日，他們追擊兩艘俄軍巡防艦，並於隔日與瑞軍會師。
8月22日，俄軍艦隊移師漢科威逼瑞典，該艦對包含九艘風帆戰艦、五艘大型巡防艦以及六艘小型巡防艦。瑞軍則與兩艘英軍戰艦集結在厄勒，並於三天後航向俄軍與之交鋒。
俄軍與英瑞聯軍勢均力敵，但俄軍選擇撤退，而聯軍則追擊前者。英軍的「半人馬座」號與「無情」號優於瑞典船隻且些微靠前，使得「無情」號追上俄軍中落隊的具74門火砲的「弗謝沃洛德」號，該艦指揮官為魯德涅夫船長（Rudnew）。經歷重大傷亡後，「弗謝沃洛德」號舉旗投降。1847年，英國海軍部頒發海軍一般服役獎章給作戰中的生還官兵，當中刻有「Implacable 26 Augt. 1808」或「Centaur 26 Augt. 1808」的字樣。
隔日，索摩賴斯副海軍上將率整個艦隊會合英瑞聯合艦隊，接著他們封鎖哈尼科夫艦隊數月之餘。英瑞聯軍放棄封鎖後，俄軍艦隊才使得折返克隆斯塔特。

#### 群艦海戰
1809年7月7日與8日間，「普羅米修斯」號（HMS Prometheus）、「無情」號、「柏勒羅豐」號及「墨爾波墨涅」號等船艦在波羅的海漢戈角（Hangöudde）外海，各自俘虜或擊沉俄軍諸砲艦或護衛船隊。被俘的俄軍炮艦計有編號5、10、13及15。1847年，英國海軍部頒發海軍一般服役獎章給作戰中的生還官兵，當中刻有「7 July Boat Service 1809」的字樣。
緊接著的7月25日，一支由「卡洛琳公主」號、「米諾陶洛斯」號、「克爾柏洛斯」號、「普羅米修斯」號等船艦所組成之英軍艦隊，在瑞屬芬蘭弗雷德里克港（今為芬蘭境內的哈米納）附近的阿斯波錨地攻擊只有四艘砲艇的俄軍艦隊。「普羅米修斯」號艦長佛雷斯特（Forrest）指揮諸艦，並成功俘獲62、65和66號砲艇，以及運輸艦旅11號。本次行動相當血腥，英軍計有19人戰死與51人負傷，而俄軍則有28人陣亡與59名傷員。1847年，英國海軍部頒發海軍一般服役獎章給35名作戰中的生還官兵，當中刻有「25 July Boat Service 1809」的字樣。
然而，俄軍在陸上取得勝利，藉此迫使瑞典於1089年簽署《弗雷德里克港和約》，後者被迫割讓芬蘭大公國給俄國。1810年，瑞典向法國求和，加入大陸系統並施行形式上的對英封鎖。然而瑞典還是持續對英貿易，而英國皇家海軍也持續使用瑞典諸港。

### 巴倫支海的海上突襲行動
由於英俄戰爭的時間與英國對丹麥-挪威作戰的砲艦戰爭重疊，導致英軍將禁運擴大至俄國水域，並派遣海軍向北進入巴倫支海。英國海軍突襲了哈斯維克及亨墨菲斯，並干擾俄國與挪威間的波莫貿易。
1809年6月，「那伊阿得斯登」號巡防艦參與了一至兩場海軍行動：首先是一場對基利金島的夜襲，掃蕩了島上的俄國駐軍。「那伊阿得斯登」號上的小船在科拉河俘虜了22至23艘貿易船隻，後者當中有許多是來自今日莫曼斯克市的上游。「那伊阿得斯登」號還在海上俘獲其他俄軍船隻作為獎賞。
「那伊阿得斯登」號可能是曾於7月佔據凱薩琳港的船隻，該港是科拉的要塞。英軍還徵用了所有屬白海公司的商店，該公司成立約於1803年的阿爾漢格爾斯克。「泰晤士報」報導指出，這是英軍首次在俄國領土上進行軍事行動，而基利金島行動的新聞不是一同報導，就是遭到忽視。
英軍在該區的海軍干涉持續至1811年。1810年8月3日，「嘉蘭特」號（Gallant）雙桅船俘虜了「聖彼得號」（St. Peder）。隔年1月2日，「嘉蘭特」號又在挪威灘頭外海俘獲丹麥私掠船「恢復者」號（Restorateur）。「恢復者」號具有六門12磅艦炮，並有19名船員。四個月後的4月5日，「嘉蘭特」號俘獲「維多利亞」號（Victoria）。 接著於1811年8月1日，「亞歷山卓」號（Alexandria）巡防艦自利斯的海軍駐點出航後，俘獲了俄國船隻「邁克爾」號（Michael）、「伊萬·伊薩西瑪」號（Ivan Isasima）及「聖奧魯夫」號（St. Oluff），其所裝載的貨物也一並遭英軍收繳。

### 波斯地區
1804年至1813年的俄羅斯－波斯戰爭期間，約翰·馬爾科姆的1809年訪波使節團中，數名英軍軍官因停留該國而藉此為波斯軍隊的改革做出訓練。其中一名英軍軍官威廉·蒙特斯在阿巴斯·米爾札的偕同下，發起失敗的喬治亞戰役，隨後又指揮前線部隊與葉里溫的守軍。

## 結果
俄皇亞歷山大一世一直試圖在法國對英作戰中保持中立，除了允許俄國人持續秘密與英國貿易外，也沒有施行大陸系統要求的封鎖。1810年，他代表俄國退出大陸系統，英俄間的貿易也隨之成長起來。
1810年後，法俄關係急遽惡化；到了1811年，拿破崙很明顯不想繼續遵守《提爾西特條約》中關於他的部分。他曾允諾在俄土戰爭中協助俄國，但當戰事爆發後，法國從未提供任何援助。
當法俄間衝突迫在眉睫之際，亞歷山大一世著手準備以外交手段鞏固俄國情勢。1812年4月，俄瑞兩國簽署共同防禦協約。一個月後，亞歷山大一世透過《布加勒斯特條約》正式結束對土作戰，從而確保俄國南翼安全。
1812年6月，拿破崙入侵俄國後，英俄兩國於同年7月18日簽署《厄勒布魯條約》，而英瑞兩國也於同日同地簽署另一個《厄勒布魯條約》結束英瑞戰爭，後者這場戰爭甚至未開一槍一火，也未有任何傷亡。

## 註腳
1. ↑  Aleksandr A. Orlov, Russia and the Napoleonic Wars (Palgrave Macmillan, London, 2015) pp. 84-96.
2. ↑  Speshnoy was the name ship for the 34-member Speshni-class of frigate.
3. ↑  . 倫敦憲報. 1809-07-15.
4. ↑  Clarke & Jones 1808，第129頁.
5. 1 2 3  Tredrea & Sozaev 2010，第198, 391頁.
6. ↑  . 倫敦憲報. 1808-10-25.
7. 1 2  Mikaberidze, Alexander. . Casemate Publishers. 2005: 356  [2022-05-25]. ISBN 978-1611210026. （原始内容存档于2022-06-01）.
8. ↑  . 倫敦憲報. 1808-07-30.
9. 1 2  Tredrea & Sozaev 2010，第71–72頁.
10. ↑  . 倫敦憲報. 1849-01-26.
11. ↑  . 倫敦憲報. 1811-01-26.
12. 1 2  . 倫敦憲報. 1849-01-26.
13. ↑  . 倫敦憲報. 1809-08-22.
14. ↑  . 倫敦憲報. 1809-08-22.
15. ↑  The Times, 29 July 1809.
16. ↑  . 倫敦憲報. 1811-01-29.
17. ↑  . 倫敦憲報. 1812-04-04.
18. ↑  . 倫敦憲報. 1812-03-17.
19. ↑  Chichester 1894.
20. 1 2  Nolan 2002，第1666頁.
21. 1 2  Chapman 2001，第29頁.
22. ↑  Norie 1827，第560頁.

## 延伸閱讀
- . Osprey Publishing. 2001. ISBN 978-1841762050.

## 外部連結
- 反法同盟戰爭 （页面存档备份，存于）